# Buenos Aires (1858)
El Buenos Aires fue un buque de vapor del Estado de Buenos Aires que participó de la Guerra entre la Confederación Argentina y el Estado de Buenos Aires.

## Historia
Adquirido en Gran Bretaña a Bert&Hnos en la suma de 5500 libras, arribó a la ciudad de Buenos Aires el 24 de abril de 1858. Conducido por tripulación británica, cruzó el Océano Atlántico a vela con las máquinas desarmadas en bodega, las que debido a las malas condiciones de almacenamiento debieron ser reparadas en el Riachuelo.
Con casco de hierro dulce remachado, obra muerta de madera y aparejo de goleta, tenía una eslora de 34.3 m, 6.30 de manga, 2.75 m de puntal, un calado de 1.10 m y 100 t de porte. Era impulsado por dos máquinas de vapor de 30 HP alimentadas por dos calderas tipo locomotora que movían ruedas laterales protegidas por tamboretes y le aseguraban una velocidad de crucero de 8 nudos y una máxima de 9. Sus carboneras tenían una capacidad de 20 t que le garantizaban una autonomía de 750 millas.
Incorporado a la armada del Estado de Buenos Aires al mando del capitán Carlos Massini, con tripulación de 65 hombres, británicos y argentinos, artillado con dos cañones de hierro de a 20, una coliza de bronce de a 12 a proa y otra de hierro de a 12 a popa, inició una serie de viajes fluviales que se vieron interrumpidos por una colisión con una goleta que provocó el cambio de mando que pasó al segundo subteniente Guillermo Morris y luego en propietario al capitán Luis Bértora.
Tras un viaje por el río Paraná y por el Uruguay, en febrero se aprobó su arrendamiento por tres años a Luis Cerro para la carrera entre Buenos Aires y San Nicolás de los Arroyos, pero el recrudecimiento del conflicto con la Confederación Argentina llevó al gobierno provincial a suspender la medida.
La fuga del mercante Pampero cuya vigilancia era responsabilidad del Buenos Aires provocó la caída de Bértora, que tras el mando accidental de Morris, fue reemplazado por el capitán Guillermo Laurence.
Con el Constitución y el Guardia Nacional zarpó rumbo al Paraná Guazú donde en el mes de septiembre de 1859 se reunió con el 25 de Mayo, el Río Bamba y el Caaguazú para marchar en división a Rosario (Argentina). Participó del bombardeo de la ciudad del 20 y 21 de septiembre de 1859 y del posterior bloqueo suspendido en octubre a raíz de la intervención de William Shubrick, comandante del USS Perry, solicitada por el comercio de la ciudad.
El 17 de octubre persiguió junto al Caaguazú a unidades menores de la escuadra de la Confederación. Tras la derrota en la batalla de Cepeda (1859) regresó a su apostadero en Buenos Aires, siendo arrendado en diciembre de 1860 y seguidamente vendido a Esteban Señorans en m$c 202.000.

### Regreso al servicio?
Según los historiadores navales Arguindeguy y Rodríguez es factible que se trate del Buenos Aires (1862) y que haya pasado en algún momento al servicio de la Confederación, capturado luego por Buenos Aires e incorporado finalmente a la Armada Argentina actuando como transporte en la Guerra del Paraguay.